# Maciej Wilusz
Maciej Wilusz est un footballeur international polonais né le 25 septembre 1988 à Wrocław. Il évolue au poste de défenseur.

## Biographie

### Carrière en club
Natif de Wrocław, Maciej Wilusz est formé dans un premier temps au sein du club local du Śląsk Wrocław avant de partir aux Pays-Bas en 2005 pour rejoindre le SC Heerenveen où il évolue dans un premier temps au sein des équipes de jeunes avant d'intégrer l'équipe première en 2007, ne jouant cependant aucune rencontre. Il rejoint par la suite le Sparta Rotterdam en 2008 où il ne joue aucun match avant d'être prêté au RBC Roosendaal en début d'année suivante. Il se blesse cependant gravement quelques jours plus tard et il fait son retour à Rotterdam avant de s'en aller à la fin de son contrat à l'été 2009.
Wilusz rentre par la suite en Pologne et signe à l'été 2010 au MKS Kluczbork (en), club où il évolue deux saisons en deuxième puis troisième division avant de rejoindre en 2012 le GKS Bełchatów où il découvre le premier échelon et remporte la deuxième division à l'issue de la saison 2013-2014. À l'été 2014, il rejoint le Lech Poznań avec qui il fait ses débuts le 17 juillet en disputant sa seule rencontre européenne en date avec un match de qualification pour la Ligue Europa face au Nõmme Kalju. En championnat, il est régulièrement titularisé lors des premiers matchs de championnat mais plusieurs blessures à partir du mois de septembre 2014 l'empêchent de disputer la moindre rencontre pendant le reste de la saison, tandis que le Lech termine champion de Pologne. Il ne participe cependant pas à la finale de la coupe nationale finalement perdue par le club.
Il est prêté au Korona Kielce pour le début de saison 2015-2016, où il s'impose rapidement comme un titulaire régulier au sein de la défense, avant de faire son retour à Poznań en début d'année 2016, prenant ainsi part en partie au parcours de l'équipe en coupe, bien que restant sur le banc des remplaçants lors de la finale perdue par les siens contre le Legia Varsovie. Restant au Lech tout au long de l'exercice suivant, il joue 20 rencontres en championnat et prend part à la victoire du club en supercoupe, mais reste une fois de plus sur le banc lors de la finale de la coupe nationale, perdue par le Lech pour la troisième fois de suite.
À l'été 2017, Wilusz quitte finalement la Pologne pour rejoindre le club russe du FK Rostov. Il est régulièrement titularisé lors de la saison 2017-2018 et durant la première partie de l'exercice suivant avant de subir une rupture de ligament croisé en début d'année 2019 qui l'éloigne des terrains pour le reste de la saison. Éprouvant des difficultés à revenir à son niveau lors du début de saison 2019-2020, son contrat avec Rostov est finalement résilié lors des premiers jours de l'an 2020, tandis que Wilusz rejoint librement l'Oural Iekaterinbourg quelques jours plus tard.
Après seulement six mois à Iekaterinbourg pour neuf matchs disputés, il fait son retour au pays sous les couleurs du Raków Częstochowa à l'été 2020. Il connaît ensuite un prêt de six mois au Śląsk Wrocław durant le premier semestre 2021, ne jouant aucun match avec ce dernier club en raison d'une blessure avant d'être laissé libre de tout contrat au début du mois de septembre 2021.

### Carrière internationale
Maciej Wilusz est appelé pour la première fois au sein de la sélection polonaise par Adam Nawałka au mois de janvier 2014 dans le cadre de matchs amicaux contre la Norvège et la Moldavie, jouant chacun d'entre eux. Rappelé par la suite durant le reste du premier semestre 2014, il dispute deux autres matchs amicaux contre l'Allemagne au mois de mai puis contre la Lituanie en juin. Ce dernier match constitue sa quatrième et dernière sélection, le joueur n'étant plus appelé par la suite.

## Statistiques
| Saison                | Club                  | Championnat           | Championnat | Championnat | Coupe(s) nationale(s) | Coupe(s) nationale(s) | Compétition(s) continentale(s) | Compétition(s) continentale(s) | Compétition(s) continentale(s) | Total | Total |
| Saison                | Club                  | Division              | M.          | B.          | M.                    | B.                    | Comp.                          | M.                             | B.                             | M.    | B.    |
| 2010-2011             | MKS Kluczbork         | D2                    | 19          | 0           | 1                     | 0                     | -                              | -                              | -                              | 20    | 0     |
| 2011-2012             | MKS Kluczbork         | D3                    | 20          | 0           | 3                     | 0                     | -                              | -                              | -                              | 23    | 0     |
| 2011-2012             | GKS Bełchatów         | D1                    | 10          | 0           | -                     | -                     | -                              | -                              | -                              | 10    | 0     |
| 2012-2013             | GKS Bełchatów         | D1                    | 23          | 0           | 1                     | 0                     | -                              | -                              | -                              | 24    | 0     |
| 2013-2014             | GKS Bełchatów         | D2                    | 30          | 3           | 1                     | 0                     | -                              | -                              | -                              | 31    | 3     |
| 2014-2015             | Lech Poznań           | D1                    | 8           | 0           | 1                     | 0                     | C3                             | 1                              | 0                              | 10    | 0     |
| 2015-2016             | Lech Poznań           | D1                    | 6           | 0           | 2                     | 0                     | -                              | -                              | -                              | 8     | 0     |
| 2016-2017             | Lech Poznań           | D1                    | 20          | 0           | 4                     | 0                     | -                              | -                              | -                              | 24    | 0     |
| 2015-2016             | Korona Kielce (prêt)  | D1                    | 13          | 0           | -                     | -                     | -                              | -                              | -                              | 13    | 0     |
| 2017-2018             | FK Rostov             | D1                    | 26          | 1           | 1                     | 0                     | -                              | -                              | -                              | 27    | 1     |
| 2018-2019             | FK Rostov             | D1                    | 16          | 0           | 1                     | 0                     | -                              | -                              | -                              | 17    | 0     |
| 2019-2020             | FK Rostov             | D1                    | -           | -           | 2                     | 0                     | -                              | -                              | -                              | 2     | 0     |
| 2019-2020             | Oural Iekaterinbourg  | D1                    | 8           | 0           | 1                     | 0                     | -                              | -                              | -                              | 9     | 0     |
| 2020-2021             | Raków Częstochowa     | D1                    | 10          | 0           | -                     | -                     | -                              | -                              | -                              | 10    | 0     |
| 2021-2022             | Raków Częstochowa     | D1                    | 1           | 0           | -                     | -                     | C4                             | 1                              | 0                              | 2     | 0     |
| Total sur la carrière | Total sur la carrière | Total sur la carrière | 210         | 4           | 18                    | 0                     | -                              | 2                              | 0                              | 230   | 4     |

## Palmarès
GKS Bełchatów
- Champion de Pologne de deuxième division en 2014.

 Lech Poznań
- Champion de Pologne en 2015.
- Vainqueur de la Supercoupe de Pologne en 2016.